# Звенигородська волость
Звенигородська волость — історична адміністративно-територіальна одиниця Олександрійського повіту Херсонської губернії.
Станом на 1886 рік складалася з 18 поселень, 17 сільських громад. Населення — 2515 осіб (1261 чоловічої статі та 1254 — жіночої), 432 дворових господарства.
|                     | Площа, десятин | У тому числі орної, дес. |
| ------------------- | -------------- | ------------------------ |
| Сільських громад    | 3043           | 2257                     |
| Приватної власності | 12935          | 5425                     |
| Казенної власності  | 8801           | 670                      |
| Іншої власності     | 205            | 105                      |
| Загалом             | 24984          | 8457                     |

Найбільші поселення волості:
- Звенигородка — село при річці Інгулець за 7 верст від повітового міста, 680 осіб, 109 дворів, православна церква, винокуренний завод, паровий млин.
- Озерна (Радоловічева, Мордовська) — село при річці Інгулець, 49 осіб, 12 дворів, ярмарок 9 березня.
- Пилипівка — село при річці Інгулець, 204 особи, 34 двори, трактир.